# Patufet
 (septembre 2024).
Si vous disposez d'ouvrages ou d'articles de référence ou si vous connaissez des sites web de qualité traitant du thème abordé ici, merci de compléter l'article en donnant les références utiles à sa vérifiabilité et en les liant à la section « Notes et références ».

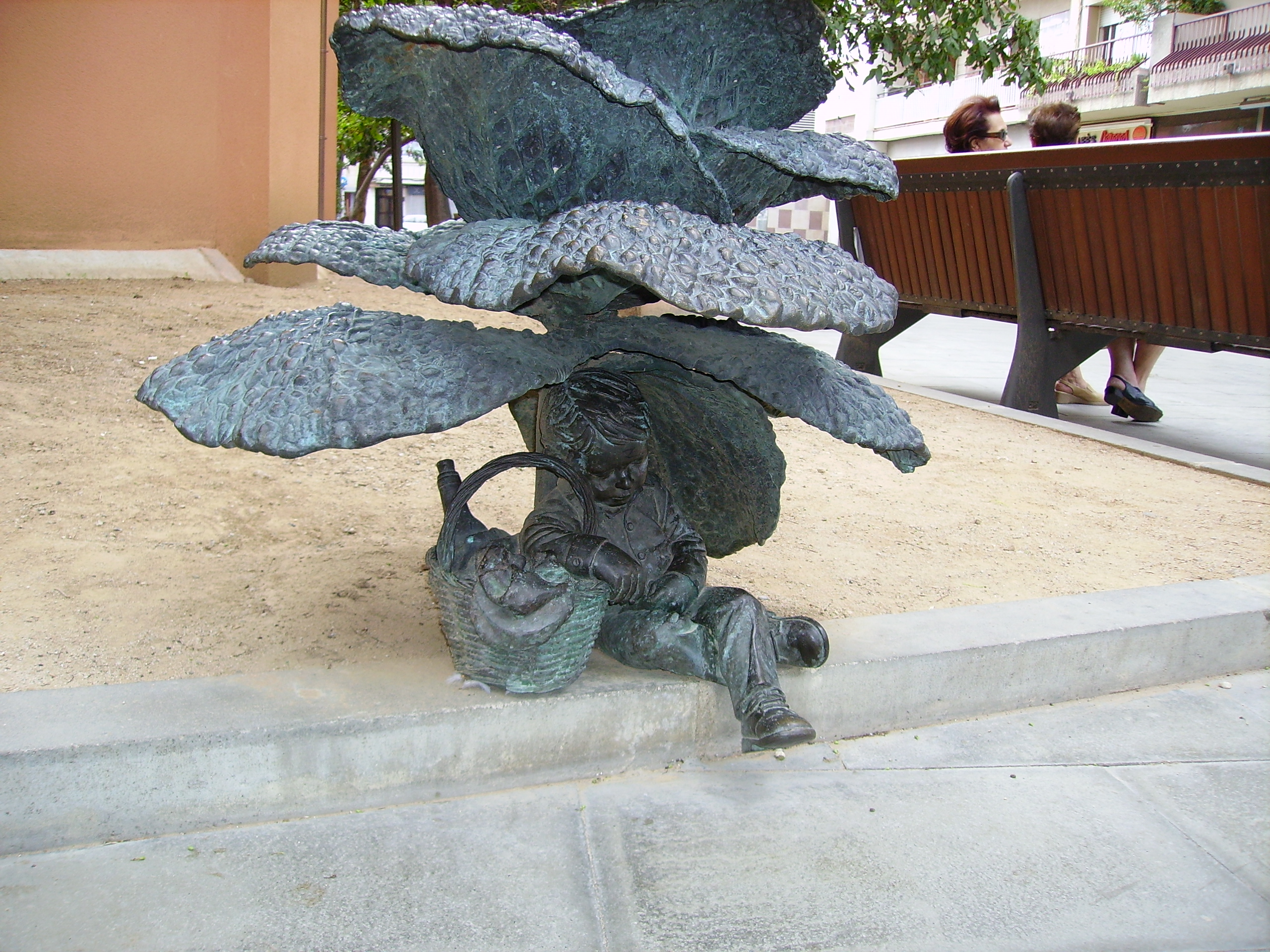
Monument au Patufet à la Place Folch i Torres de Granollers, Catalogne. Travail de Efraïm Rodríguez

Patufet (ou En Patufet) est le principal personnage d'un conte catalan.
Il est généralement présenté comme un minuscule enfant de la taille d'un grain de riz portant une grande barretina rouge afin que ses parents puissent le retrouver plus aisément. Il est curieux et vilain jusqu'au jour où il décide de prouver au monde entier qu'il peut se rendre utile et que l'on peut avoir confiance en lui (dans d'autres versions, Patufet est gentil et courageux dès le début de l'histoire).
La première tâche qu'il entreprend est d'aller au magasin acheter du safran. Comme les gens ne peuvent pas le voir, il évite de se faire écraser en chantant :
Patim patam patum,
Homes i dones del cap dret,
Patim patam patum,
No trepitgeu en Patufet
(Patim patam patum/ Hommes et femmes avec la tête droite/ Patim patam patum/ Ne marchez pas sur Patufet).
Les gens voient seulement une pièce de monnaie marchant et chantant mais il arrive à accomplir sa mission. Par la suite, il décide d'aller à la ferme et de porter son repas à son père mais il manque de chance et se fait manger par un bœuf.

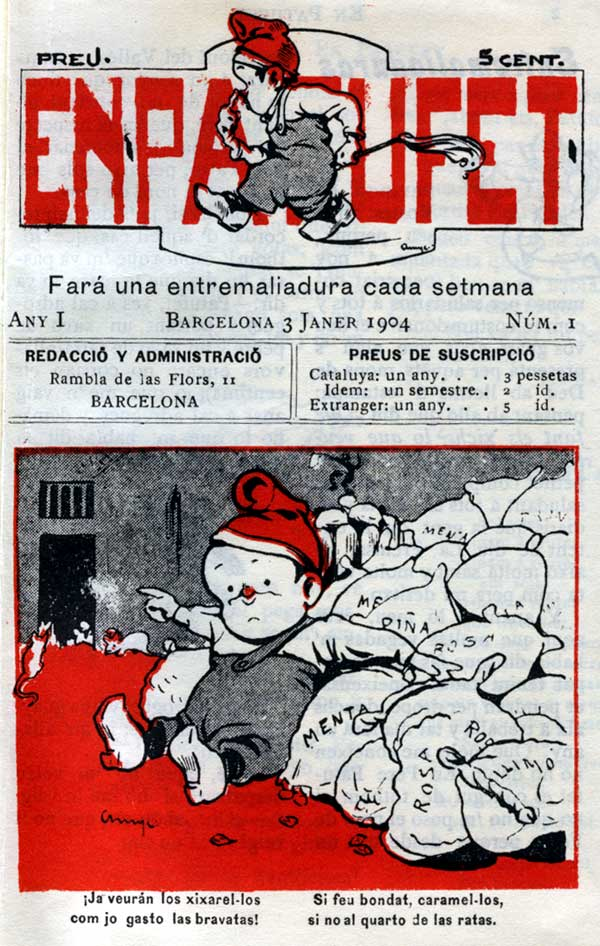
Couverture du premier numéro dEn Patufet (1904)

Ses parents le recherchent en appelant "Patufet, on ets ?" (Patufet, où es-tu ?) et il répond de l'intérieur du bœuf : 
Sóc a la panxa del bou,
que no hi neva ni plou.
Quan el bou farà un pet,
Sortirà en Patufet!
(Je suis dans la panse du bœuf / Où il ne neige ni ne pleut./ Quand le bœuf pétera/ Patufet sortira !) 
Ils entendent la petite voix de Patufet au bout d'un moment et la mère nourrit le bœuf d'herbes le faisant péter.
Cette histoire peut être envisagée comme symbolisant un apprentissage et un passage à l'âge adulte. De nombreuses versions de ce conte existent dans tous les pays européens : le personnage porte toujours un nom évocateur de sa petite taille : Poucet, Pouçot, Grain-de-Millet, Tom-Thumb (Tom Pouce) en Angleterre, etc.

## Postérité
En Patufet était également un magazine catalan et écrit en langue catalane, pour enfants, publié de 1904 à 1938 puis de 1968 à 1973.
Les Trois Petites Sœurs (Les Tres Bessones), une bande dessinée catalane a consacré un chapitre à Patufet.
Patufet est souvent utilisé en catalan pour désigner un tout petit enfant.
Depuis 2023, il existe une Bande dessinée Patufet, dans une version revisité avec humour. Il s'agit d'une série de gags autour de la catalogne et de la culture catalane.
Le mot Patufet est à l'origine du mot castillan désignant les Schtroumpfs : Pitufos. En catalan, le mot donné aux schtroumpfs est barrufet, un mélange entre "barretina" et "Patufet", étant donné que pour les catalans leur chapeau est similaire à la barretina (le chapeau) de Patufet.